# Alex Pizano
Alex Pizano (Manaus, 5 de abril de 1980) é um diretor e roteirista de cinema brasileiro, notável por sua contribuição pioneira e significativa para o cinema do estado de Roraima. Autodidata, Alex Pizano é reconhecido por explorar o imaginário amazônico e temas fantásticos, de suspense e ficção científica em suas obras.

## Início da vida e carreira
Alex Pizano nasceu em Manaus, Amazonas, em 5 de abril de 1980. Aos 2 anos de idade, mudou-se para Roraima, onde cresceu e desenvolveu sua paixão pelo cinema. Sem formação acadêmica formal na área, tornou-se um cineasta autodidata, aprendendo as técnicas e a arte da direção cinematográfica através de seu próprio estudo e prática.
Sua jornada no cinema começou com produções independentes, marcando o início da ficção audiovisual em Roraima. Em 2007, dirigiu Dívida Sangrenta, considerado o primeiro curta-metragem de ficção produzido no estado. Dois anos depois, em 2009, lançou Remanescente das Sombras, o primeiro longa-metragem de ficção de Roraima, solidificando seu papel como um dos pioneiros do cinema de ficção roraimense. Depois vieram os curtas O Estranho (2011),  O Último Lamento (2012), Cavalgada dos Justos (2018), Palasito (2021), Ventos do Verão (2022) e mais recentemente o curta-metragem Entre As Nuvens (2025).
Estilo e Temas
A obra de Alex Pizano é caracterizada por uma fusão de elementos de realismo mágico, ficção científica e gêneros como suspense, terror e faroeste. Suas narrativas frequentemente se inspiram no folclore e nas paisagens da Amazônia e de Roraima, criando um universo cinematográfico particular que explora o fantástico e o misterioso. Ele cita influências de diretores como Sergio Leone, Steven Spielberg, Akira Kurosawa, David Lean e do cineasta brasileiro Walter Salles, referencias que se reflete na atmosfera e na estrutura de seus filmes.
O cineasta Alex Pizano tem um interesse particular em explorar pelo gênero de ficção as peculiaridades e a identidade cultural de Roraima, através das pessoas e principalmente o cenário local, não apenas como pano de fundo, mas como um elemento intrínseco às suas histórias.

## Filmografia
- Dívida Sangrenta (Curta-metragem, 2007)
- Remanescente das Sombras (Longa-metragem, 2009)
- O Estranho (Curta-metragem, 2011)
- O Último Lamento (Curta-metragem, 2012)
- Cavalgada dos Justos (Curta-metragem, 2018)
- Palasito (Curta-metragem, 2021)
- Ventos do Verão (Curta-metragem, 2022)
- Entre as Nuvens (Curta-metragem, 2025)

## Prêmios e reconhecimento
Alex Pizano e suas obras receberam diversos prêmios e seleções em festivais de cinema nacionais e internacionais:
- O Estranho:
  - Destaque do Júri Nacional no Festival Tela Digital da TV Brasil e Kinoforum - Festival Internacional de Curtas-Metragens de São Paulo em 2011.[1]
  - Seleção oficial no 22º Festival Internacional de Curtas Metragens de São Paulo em 2011.
- O Último Lamento:
  - Menção Honrosa na  5ª edição do Art Festival Internacional ArtDeco de Cinema de São Paulo em 2013.[2]
  - Participação em festivais como o Fest Cinemazônia.
- Cavalgada dos Justos:
  - Melhor Figurino no 2º Festival de Cinema de Jaraguá do Sul (SC, 2019).[3]
  - Melhor Diretor, Melhor Ator Coadjuvante e Melhor Atriz no 12º Festival de Cinema Maranhão na Tela.[4]
- Palasito:
  - Melhor Curta, Melhor Fotografia e Melhor Figurino no 5º Festival de Cinema de Jaraguá do Sul (SC, 2022).[5]
  - Melhor Fotografia no Paris Internacional Short Festival (França, 2022).[6]
- Ventos do Verão:

- Melhor Fotografia” no 6º Festival de Cinema de Jaraguá do Sul, em SC 2023.[7]
- Melhor Curta Internacional” no Stockholm Short Film Festival, na Suécia.[8]
- Melhor Atriz” de curta-metragem, no II FEBANCINE na Paraíba em 2024.[9]